# Nikolaj Krylenko

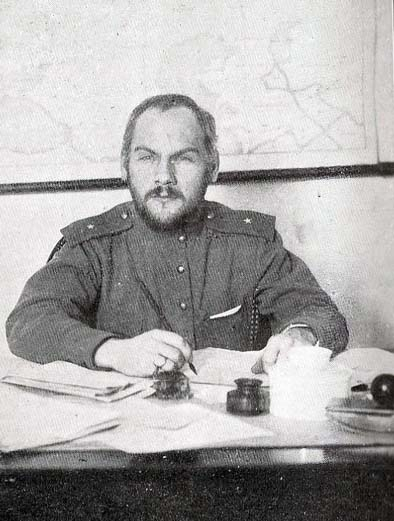
Nikolaj Krylenko 1918.

Nikolaj Vasiljevitj Krylenko (ryska: Николай Васильевич Крыленко), född 14 maj (2 maj g.s.) 1885 i Behtejevo, Smolensk guvernement, död 29 juli 1938 i Moskva, Sovjetunionen, var en rysk bolsjevik, politiker och jurist.

## Biografi
Nikolaj Krylenko studerade juridik i Sankt Petersburg och blev bolsjevik 1906. Han ägnade som sådan främst åt propagandan i armén. I juni 1914 flydde Krylenko till Sverige, återvände 1915, häktades och gjordes till soldat. Efter marsrevolutionen 1917 blev han åter häktad, försattes på fri fot och var i november 1917 till mars 1918 ryska arméns överbefälhavare. 
Nikolaj Krylenko deltog i organiserandet av den röda armén och innehade en mängd ämbeten. Han blev offentlig åklagare 1922 och tjänstgjorde som högste åklagare vid flera politisk processer och utnämndes till justitiefolkkommissarie 1936, men fängslades 1937 och avrättades eller avled i fångenskap.